# Malte Ziegenhagen
Malte Sigurd Jürgen Ziegenhagen (* 8. April 1991 in Berlin) ist ein ehemaliger deutscher Basketballspieler. Ziegenhagen ist 1,93 Meter groß und wurde als Aufbau- und Flügelspieler eingesetzt. Er bestritt 84 Spiele in der Basketball-Bundesliga.

## Karriere
Ziegenhagen spielte in der Jugend des SSC Südwest in seiner Heimatstadt Berlin. In der Saison 2008/09 lief er für die Central Hoops Berlin in der Nachwuchs Basketball Bundesliga (U19-Bundesliga) sowie gleichzeitig für die Herrenmannschaft des Vereins in der 1. Regionalliga auf.
Er wechselte 2009 zu Alba Berlin, spielte in der zweiten Mannschaft und stieg mit ihr von der 1. Regionalliga in die 2. Bundesliga ProB auf. Dort verbrachte Ziegenhagen die Saison 2010/11 mit der Reservemannschaft der Albatrosse, ehe er sich entschloss, in den Vereinigten Staaten zu spielen und zu studieren.
In der Saison 2011/12 gehörte er zum Kader der Tulane University aus der NCAA Division 1, es folgten zwei Jahre an der Hawai'i Pacific University (NCAA Division 2), seine vierte und letzte Saison (2014/15) als Collegespieler in den USA absolvierte der Berliner dann an der Northwood University in der NAIA.
Im Juni 2015 meldete der Bundesligaverein Medi Bayreuth Ziegenhagens Verpflichtung. Er absolvierte in der Saison 2015/16 20 Bundesliga-Einsätze für Bayreuth und erzielte im Schnitt 1,4 Punkte pro Begegnung. Zur Saison 2016/17 zog es Ziegenhagen in die zweithöchste deutsche Spielklasse, 2. Bundesliga ProA, nach Chemnitz.
Mit den Sachsen zog er im Frühjahr 2017 ins ProA-Halbfinale ein und stand kurz vor der Finalteilnahme und damit auch vor dem Bundesliga-Aufstieg. Letztlich zog man gegen Gotha den Kürzeren. Ziegenhagen hatte im Verlaufe des Spieljahres 2016/17 40 Partien für die Sachsen absolviert und dabei Mittelwerte von 10,3 Punkten und 3,3 Rebounds verbucht. Mit 69 getroffenen Dreipunktwürfen war er in dieser Hinsicht zweitbester Chemnitzer. Im Spieljahr 2017/18 erzielte er während der Punktrunde im Durchschnitt 15,8 Punkte pro Begegnung und war damit bester Korbschütze der Sachsen sowie in dieser Hinsicht fünftbester Spieler der 2. Bundesliga ProA. Ende April 2019 verpasste er mit den Sachsen abermals knapp den Bundesliga-Aufstieg: Nachdem man in der Saison 2018/19 die ProA-Punktrunde als Tabellenführer abgeschlossen hatte, kämpfte sich Ziegenhagen mit seiner Mannschaft ins Halbfinale vor und traf dort auf Hamburg. Im fünften und entscheidenden Spiel um den Finaleinzug und somit um den Aufstieg verlor man mit 72:78 in eigener Halle. Ziegenhagen war mit 14,5 Punkten bester Chemnitzer Korbschütze im Verlauf der 2018/19er Spielzeit. In 37 Saisonbegegnungen traf er 92 Dreipunktwürfe. Er wurde in einer Abstimmung der 2. Bundesliga zum Spieler des Jahres der ProA-Saison 2018/19 gewählt.
Im Spieljahr 2019/20 war er mit Chemnitz in der ProA wieder ganz vorne dabei und lag mit seiner Mannschaft mit 25 Siegen und zwei Niederlagen auf dem ersten Tabellenrang, als die Saison Mitte März 2020 wegen der Ausbreitung des Coronavirus SARS-CoV-2 vorzeitig beendet wurde. Ziegenhagen hatte bis dahin in 27 Einsätzen im Schnitt 12,7 Punkte je Begegnung erzielt und damit den zweitbesten Wert der Chemnitzer erreicht, die als Tabellenführer nach dem Saisonabbruch das Bundesliga-Aufstiegsrecht erhielten. Mit einer Trefferquote beim Dreipunktwurf von 50,6 Prozent (78 von 154) wies Ziegenhagen in der Saison 2019/20 einen sehr hohen Wert in dieser Statistik auf. Im Anschluss an das Spieljahr 2021/22 verließ der in Chemnitz als Mannschaftskapitän dienende Ziegenhagen die Sachsen.
Ziegenhagen wurde als Kommentator von Basketballspielen bei Dyn tätig.

## Nationalmannschaft
2011 wurde Ziegenhagen in die deutsche U20-Nationalmannschaft berufen und nahm mit der Auswahl an der Europameisterschaft in Bilbao teil. 2013 spielte er mit der deutschen Studentennationalmannschaft bei der Universiade in Kasan.